# Quando Chega a Noite
Quando Chega a Noite é o segundo álbum de estúdio do cantor e compositor brasileiro Luan Santana, lançado no dia 20 de março de 2012 pela Som Livre.

## Antecedentes e gravação
Em 11 de fevereiro foi anunciado que Luan Santana estava em estúdio finalizando o álbum e por isso havia dado uma pausa na agenda de shows, Luan participou diretamente da produção juntamente com Fernando Zor, e das composições do álbum junto com autores consagrados. Em 23 de fevereiro o produtor Fernando Zor disse que o álbum tinha novidades ao misturar metais e Instrumentos de sopro com acordeon, além de faixas com mais corda, ele também disse que o cantor definiu que a tiragem do novo CD será de 100 mil cópias. A canção "Coladinho" vazou online em 27 de março de 2012.

## Lançamento e divulgação

### Singles
"Nêga" foi lançada como primeiro single do disco em 24 de outubro de 2011. A canção é segundo o cantor uma homenagem a suas fãs, e liricamente fala sobre erros e arrependimento no amor. A música se tornou um sucesso nacional chegando a primeira posição na parada da Billboard Brasil Brasil Hot 100 Airplay. "Nêga" se tornou a sexta canção de Luan a alcançar a primeira posição no Brasil Hot 100 Airplay. "Você de Mim Não Sai" foi lançado em 28 de fevereiro no lugar de "Incondicional". O videoclipe foi comparado ao filme americano Crepúsculo (2008) enquanto o figurino foi comparado ao do personagem Edward Cullen. "Incondicional" foi lançado juntamente ao vídeo musical no dia 14 de março. Anteriormente seria lançado como segundo single,mas por ter vazado foi cancelado. A música então foi lançada como terceiro single, em 13 de março de 2012, sendo a sétima canção do cantor a alcançar a primeira posição na Brasil Hot 100 Airplay.

## Recepção da crítica
O site acritica elogiou o amadurecimento de Santana no disco além da ótima produção deixando ficar mais sertanejo, mas criticou as "músicas chicletes" presente no álbum, afirmando que novamente o público interessado serão os adolescentes.
Para Marcus Vinícius redator do site Notas musicais o disco é o mais sertanejo em comparação a todos os outros do cantor. Notou que Santana enfrentará muitos problemas para fazer deste trabalho um sucesso, pois seu público teen se dividiu com o surgimento das bandas One Direction e Rebeldes além do já cantor Justin Bieber, e do surgimento do cantor Gusttavo Lima e a explosão de Michel Teló. O disco traz também uma mudança na linha dos arranjos. Nos discos anteriores, o que se priorizava era o arranjo de violão, muitos deles incrivelmente difíceis de se reproduzir no dia a dia, inclusive, dado o grau de dificuldade. No novo trabalho, os arranjos de violão são bem mais simples que os dos discos anteriores e a guitarra ganhou muito mais espaço, além da sanfona. Vinícius criticou o público "fake", captado em shows e depois inserido no disco: "prática banal nos dias de hoje, acaba sempre ficando artificial demais. Os gritos da galera ficam ou demasiadamente exagerados ou demasiadamente fora da realidade. Num momento você ouve praticamente um estádio inteiro gritando e logo depois apenas uma meia dúzia de gatos pingados cantando um trecho da música. Os backing vocals do disco, inclusive, por muitas vezes se confundem com o público, atrapalhando a identificação imediata."

## Singles
O primeiro single foi lançado ainda em 2011 intitulado "Nêga". "Você de Mim Não Sai" foi lançado como segundo single em 28 de fevereiro de 2012. "Incondicional" foi lançado como terceiro single em 13 de março de 2012.

## Faixas
| N.º            | Título                   | Compositor(es)                                                            | Produtor(es)                 | Duração |  |
| 1.             | "Você de Mim Não Sai"    | Diego Damasceno, Daniel Damasceno, Thiago Rossi                           | Fernando Zor, Gabriel Júnior | 2:59    |  |
| 2.             | "Coladinho"              | André Longhin                                                             | Zor, Júnior                  | 3:21    |  |
| 3.             | "Quando Chega a Noite"   | Neto Barros, Ranieri Mazille, Cabeção do Forró                            | Zor, Júnior                  | 3:16    |  |
| 4.             | "24 Horas"               | Longhin, Kadu Gomes                                                       | Zor, Júnior                  | 3:25    |  |
| 5.             | "Incondicional"          | Marcelo Martins, Sérgio Porto, Fernando Assis, Thiago Servo, Luan Santana | Zor, Júnior                  | 3:17    |  |
| 6.             | "Será que É Erro Meu"    | Thiago Servo, Roberto Sampaio, Rodrigo Reys, Silmara Nogueira             | Zor, Júnior                  | 3:01    |  |
| 7.             | "Único"                  | Sorocaba, Servo, Martins, Porto                                           | Orlando Baron                | 2:54    |  |
| 8.             | "Telepatia"              | Martins, Porto                                                            | Zor, Júnior                  | 3:05    |  |
| 9.             | "Surreal"                | Diego                                                                     | Zor, Júnior                  | 2:43    |  |
| 10.            | "Momento Certo"          | Santana, Márcia Araújo, Thyeres Marques                                   | Zor, Júnior                  | 3:15    |  |
| 11.            | "Virou Star"             | Sorocaba                                                                  | Zor, Júnior                  | 2:54    |  |
| 12.            | "Nega"                   | Santana, Servo                                                            | Zor                          | 2:26    |  |
| 13.            | "Te Vivo"                | Santana, Servo                                                            | Rodrigo Costa                | 3:12    |  |
| 14.            | "Raios e Trovoadas"      | Daniel, Rogério Rossi                                                     | Zor, Júnior                  | 3:17    |  |
| 15.            | "3 de Maio"              | Santana                                                                   | Zor, Júnior                  | 3:16    |  |
| 16.            | "Esqueci de Te Esquecer" | Santana                                                                   | Baron                        | 3:26    |  |
| 17.            | "Promete (estúdio)"      | Santana                                                                   | Zor, Júnior                  | 3:19    |  |
| Duração total: | Duração total:           | Duração total:                                                            | Duração total:               | 53:25   |  |

## Desempenho nas tabelas musicais
| Tabela (2012)                                           | Melhor posição |
| ------------------------------------------------------- | -------------- |
| Brasil (Associação Brasileira dos Produtores de Discos) | 1              |